# Sanktuarium św. Józefa Oblubieńca Najświętszej Maryi Panny w Słupsku
Sanktuarium św. Józefa Oblubieńca Najświętszej Maryi Panny w Słupsku – świątynia katolicka parafii pw. św. Józefa Oblubieńca NMP na Osiedlu Niepodległości w Słupsku, zbudowana w latach 1992–2001 według projektu Szczepana Bauma. Sanktuarium diecezji koszalińsko-kołobrzeskiej.
W każdą środę odbywają się w sanktuarium nabożeństwa ku czci św. Józefa.
Przy Sanktuarium jest dom pielgrzyma zapewniający zaplecze gastronomiczne i noclegowe.

## Historia
Uroczystego poświęcenia kościoła dokonał biskup koszalińsko-kołobrzeski Marian Gołębiewski 23 czerwca 2001. W niedzielę, 10 maja 2015 biskup koszalińsko-kołobrzeski Edward Dajczak ogłosił dekret (podpisany 4 maja 2015), ustanawiający kościół parafialny pw. św. Józefa Oblubieńca Najświętszej Maryi Panny w Słupsku Sanktuarium Diecezjalnym..

## Wyposażenie
W sanktuarium przedmiotem kultu jest figura św. Józefa. Wokół świątyni znajdują się kapliczki św. Józefa, które przedstawiają jego tytuły:
- Opiekun Kościoła Świętego,
- Patron Dobrej Śmierci,
- Opiekun Chorych,
- Opiekun Opuszczonych i Potrzebujących,
- Opiekun Pracujących,
- Opiekun Dzieci i Młodzieży,
- Opiekun Rodziny.